# Трегубов, Николай Михайлович
Никола́й Миха́йлович Трегу́бов (6 декабря 1919, Узловая, Тульская губерния — 19 июля 1950, Россь, Гродненская область) — командир истребительной авиационной эскадрильи 721-го истребительного авиационного полка 286-й истребительной авиационной дивизии 16-й воздушной армии Белорусского фронта. Герой Советского Союза.

## Биография
Родился в семье железнодорожника 6 декабря 1919 года. Окончил среднюю школу в Узловой, занимался в аэроклубе в соседнем Сталиногорске. С 1937 года работал учеником токаря в локомотивном депо в Узловой. В Красной армии с 1939 года. В 1940 году окончил Качинскую военную авиационную школу.
С июня 1941 года сражался на фронтах Великой Отечественной. В июне-сентябре 1941 года воевал в 88-м истребительном авиационном полку на Южном и Юго-Западном фронтах. Первый немецкий самолёт (им стал бомбардировщик Ю-88) сбил уже 4 июля 1941 года у Каменец-Подольского на истребителе И-16. В 1943 году вступил в ВКП(б).
Указом Президиума Верховного Совета СССР от 13 апреля 1944 года Николаю Трегубову присвоено звание Героя Советского Союза. К 9 мая 1945 года совершил 461 боевой вылет, сбил 13 самолётов противника лично и 2 — в группе (по официальным данным, одержал 16 личных и 3 групповые победы).
Погиб при исполнении инструкторского лётного задания 19 июня 1950 года у местечка Россь Гродненской области. Погребён в братской могиле советских воинов у Вечного огня в родном городе Узловая Тульской области. Имя Трегубова носит бывшая Первая Садовая улица, на которой он вырос. Кроме того, в его честь названа улица в Запорожье.

## Награды
- Герой Советского Союза (13.04.1944)
- Орден Ленина (13.04.1944)
- Два ордена Красного Знамени (12.11.1942, 4.09.1943)
- Орден Александра Невского (4.10.1944)
- Орден Отечественной войны 1-й степени (18.08.1943)
- Медаль «За боевые заслуги» (20.06.1949)
- Медаль «За победу над Германией в Великой Отечественной войне 1941—1945 гг.» (1945)
- Медаль «За взятие Берлина» (1945)
- Медаль «За освобождение Варшавы» (1945)
- Медаль «30 лет Советской Армии и Флота» (1948)
- Медаль «За Варшаву 1939—1945» (Польша)